# Paul Stewart Dingledine
Paul Stewart Dingledine (* 6. Mai 1946 in Hamilton, Ontario; † 12. Juni 2014 in Ottawa, Ontario) war ein kanadischer Diplomat.

## Leben
Paul S. Dingledine war der Sohn von Betty und Bob Dingledine. Paul Stewart Dingledine wuchs in der Nähe von Burlington auf, wurde Bachelor der Wirtschaftswissenschaft sowie 1969 Master der McMaster University.
1969 war er Referent für Industriebeziehungen in Merseyside und trat 1970 als Trade Commissioner in den Dienst des Department of Foreign Affairs, Trade and Development. Er wurde in Trinidad, Israel und Indien beschäftigt. Von 1981 bis 1982 war er Konsul in Hamburg. 1983 war er Oberassistent im Außenministerium in Ottawa. 1986 leitete er die Abteilung Handel mit dem Nahen Osten. 1990 gehörte er der Gulf Task Force für den zweiten Golfkrieg an.
Im November 1990 wurde er zum Botschafter in Teheran ernannt, wo er von 9. Januar 1991 bis Juli 1993 akkreditiert war. Das zweite Semester 1993 war er International Fellow des Centre for International Affairs an der Harvard University. Er hielt eine Vorlesung und verfasste eine Denkschrift zum Iran. 1994 leitete er die Abteilung Politik der USA. 1996 leitete er die Abteilung Mittlerer Osten und Nordafrika. Ab Herbst 1999 leitete er die Abteilung Sicherheit und war Teilnehmer an internationalen Konferenzen. Im August 2002 wurde er in den Ruhestand versetzt.

## Veröffentlichung
- Western Policy Options Toward Iran: To Coax, Coerce, Or Contain, Weatherhead Centre for International Affairs, Harvard University,  - 19 S. 1994